# Lotus Word Pro
Lotus Word Pro er et tekstbehandlingsprogram fremstillet af Lotus Development til brug såvel under Microsoft Windows som under IBM's OS/2 Warp. Word Pro fås nu som en del af Lotus SmartSuite.
Word Pro var baseret på Ami Pro, der oprindeligt blev udviklet af det lille softwarefirma Samna, men programmet er stort set nyskrevet og har fået sit eget nye filformat. Forgængeren til Ami Pro var Amí som anses for at være det første brugbare tekstbehandlingsprogram til Windows. Det blev udsendt i 1988. Windows-udgaven af Microsoft Word fremkom først i foråret 1989.
Kort efter udsendelsen af Amí, blev understøttelse af tabeller indført og programmet fik navnet Ami Pro.
Lotus købte Ami Pro ved at overtage Samna og tilføjede programmet til sin kontorpakke Lotus SmartSuite.

## Links
- Lotus.com Word Pro Arkiveret 7. september 2005 hos  Wayback Machine
- Lotus.com SmartSuite Arkiveret 21. juni 2007 hos  Wayback Machine
- SmartSuite teknisk forum Arkiveret 9. september 2007 hos  Wayback Machine
- Gratis viewer til Lotus SmartSuite programmerne (EXE) (Webside ikke længere tilgængelig)